# Big Springs
Big Springs é uma vila localizada no estado americano de Nebraska, no Condado de Deuel.

## Demografia
Segundo o censo americano de 2000, a sua população era de 418 habitantes. 
Em 2006, foi estimada uma população de 389, um decréscimo de 29 (-6.9%).

## Geografia
De acordo com o United States Census Bureau, a localidade tem uma área de 1,0 km², sem área coberta por água.

## Localidades na vizinhança
O diagrama seguinte representa as localidades num raio de 32 km ao redor de Big Springs. 